# Cyrtandra inaequifolia
Cyrtandra inaequifolia là một loài thực vật có hoa trong họ Tai voi. Loài này được Elmer mô tả khoa học đầu tiên năm 1913.